# Testvéri kötelék
A Testvéri kötelék (eredeti cím: Broken Horses) 2015-ben bemutatott amerikai–indiai film, amelyet Vidhu Vinod Chopra rendezett és aminek a producere is volt.
A forgatókönyvet Vidhu Vinod Chopra és Abhijat Joshi. A főszerepekben Vincent D’Onofrio, Anton Yelchin, Chris Marquette, María Valverde Thomas Jane láthatók. A film zeneszerzője John Debney. A film gyártója a Vinod Chopra Films, forgalmazója a Fox Star Studios és Reliance Entertainment. Műfaja misztikus film és thriller film.
Amerikában 2015. április 10-én mutatták be a mozikban. Magyarországon DVD-n jelent meg.

## Szereplők
| Szereplő                                         | Színész              | Magyar hang            |
| ------------------------------------------------ | -------------------- | ---------------------- |
| Julius Hench                                     | Vincent D’Onofrio    | Hirtling István        |
| Jacob Heckum                                     | Anton Yelchin        | Gacsal Ádám            |
| Jacob fiatalon                                   | Nicholas Neve        | Pál Dániel Máté        |
| Buddy Heckum                                     | Chris Marquette      | Kovács Lehel           |
| Buddy fiatalon                                   | Henry Shotwell       | Boldog Gábor           |
| Vittoria                                         | María Valverde       | Földes Eszter          |
| Gabriel Heckum                                   | Thomas Jane          | Haás Vander Péter      |
| Ignacio                                          | Sean Patrick Flanery | Széles Tamás           |
| Ace                                              | Wes Chatham          | Előd Álmos             |
| Miguel Santion                                   | Greg Serano          | Horváth-Töreki Gergely |
| Franco                                           | Jeremy Luke          | Horváth-Töreki Gergely |
| Eric                                             | Juan Riedinger       | Pál András             |
| Mario Vargos Garza                               | Jordi Caballero      | Cserna Antal           |
| James McBradden ügynök                           | Johnathon Schaech    | Megyeri János          |
| Pablo                                            | Ray Julian Torres    | Bordás János           |
| További magyar hangok                            |                      |                        |
| Bolla Róbert, Bor László, Lipcsey Colini Borbála |                      |                        |